# Liste der Archive und Bibliotheken im Landkreis Kitzingen
Die Liste der Archive und Bibliotheken im Landkreis Kitzingen enthält die Institutionen, die sich um die Aufbewahrung, den Erhalt und die Nutzbarmachung von Archivgut bzw. anderer Medien im unterfränkischen Landkreis Kitzingen kümmern. Obwohl der Landkreis kaum überregional bedeutende Archive und Bibliotheken besitzt, bestehen doch eine Vielzahl an Gedächtnisinstitutionen.

## Überblick
Die Archive und Bibliotheken des Landkreises haben Vorläufer bereits in der Frühen Neuzeit und dem Mittelalter. Aus den städtischen Registraturen bzw. den herrschaftlichen Kanzleiarchiven entwickelten sich die Archive und Bibliotheken. Besonders bedeutsam war die Bibliothek des Klosters Münsterschwarzach, die bereits zur Zeit des Abtes Egbert im 11. Jahrhundert entstand und dann in den folgenden Jahrhunderten entweder durch kriegerische Zerstörungen dezimiert oder von den jeweils amtierenden Äbten um weitere Bücher ergänzt wurde.
In weit geringerem Maßstab sammelten auch die Städte ihre Archivalien. Dabei existierte keine vorgegebene Ordnung für diese frühen Archive. Stattdessen war die Qualität der Pflege des jeweiligen Archivs von der Persönlichkeiten und dem Interesse der Stadtschreiber abhängig. Die ältesten, bis heute erhaltenen Urkunden datieren auf das 14. Jahrhundert. Frühe Archive waren zumeist im Rathaus der Stadt untergebracht. So ist beispielsweise für Marktbreit der Nordwestturm des Rathauses bereits vor dem Ende des Alten Reiches als Archivraum belegbar.
Im Deutschen Bauernkrieg und im Dreißigjährigen Krieg wurden viele Archive ein Raub der Flammen. Dabei sorgten vor allem die Bauern für eine Vernichtung der Akten und Urkunden, die ihre Steuerlast beschrieben. Nach 1525 mussten viele, insbesondere herrschaftliche Urkunden neu gefasst werden. Zwischen 1618 und 1648 waren es vor allem die protestantischen Schweden, die bei der Besetzung einer Stadt ihr Archiv ansteckten. Damit sollten die älteren, katholischen Traditionen ausgelöscht werden. In Volkach brannte das Archiv 1631 und wurde 1648 neuerlich geplündert.
Der Bestand der Archive nahm nach dem Übergang an Bayern zu Beginn des 19. Jahrhunderts stark zu, wobei sich auch die Arbeit in den Archiven professionalisierte. Immer noch blieb es aber weitgehend dem Zufall überlassen, welche Archive inventarisiert und erschlossen wurden. Im Zweiten Weltkrieg brannten die Gemeindearchive von Schwarzenau und Haidt, das Archiv der Gemeinde Seinsheim war ins Schloss Wässerndorf ausgelagert worden und wurde dort ein Raub der Flammen. Hinzu kam, dass viele Gemeinden insbesondere Akten aus der Zeit des Nationalsozialismus verbrannten, um kompromittierendes Material zu vernichten.
Nach dem Weltkrieg setzte ein Wandel in der Bearbeitung des Archivmaterials ein. 1948 wurde der Studienrat Lothar Wagner zum Archivpfleger des Altlandkreises Kitzingen ernannt und am 12. September desselben Jahres erhielten die Gemeinden Informationen zur geplanten Neuordnung der Archive. Nun trennte man das Archiv von der Registratur und unterteilte das Archivmaterial in die heute noch gebräuchlichen Gruppen Urkunden, Bände, Akten, Rechnungen, Karten und Pläne, sowie Bücher und Zeitschriften. Bis 1951 waren 9 von 49 Archive des Altlandkreises geordnet.
Die Neuordnung der Archive fiel in die Zeit der Schulverbandsgründungen. Die kleinen Gemeindeverwaltungen zogen nach der Auflösung ihrer Dorfschule teilweise in die freigewordenen Räumlichkeiten um und richteten erstmals eigene Archivräume ein. Nichtsdestotrotz besaßen 1948 lediglich 20 Gemeinden einen eigenen Archivraum (im Altlandkreis). Im Zuge der Gemeindegebietsreform in den 1970er Jahren wurde das Archivmaterial der eingemeindeten Orte in ein Zentralarchiv im jeweiligen Hauptort überführt. Teilweise lagern die Archivalien seitdem auch im Staatsarchiv in Würzburg.

## Liste der Archive
Die kommunale Archivpflege beschränkt sich heute auf die größeren Orte im Landkreis. Hauptamtlich geführte Archive sind in den beiden Mittelzentren Kitzingen und Volkach ebenso zu finden, wie im Kleinzentrum Marktbreit. Daneben spielen die Hauptorte der Verwaltungsgemeinschaften eine gewisse Rolle, weil sie auch die Archivalien der amtsführenden Gemeinden in den Bestand aufnehmen konnten. Insbesondere in Wiesentheid lagern große Bestände. Neben den Kommunalarchiven existieren mehrere Adelsarchive der ehemals herrschenden Geschlechter. Größtes Archiv dieser Art ist das der Grafen zu Castell. Mit dem Archiv des Benediktinerklosters in Münsterschwarzach existiert außerdem ein kirchliches Archiv.
| Archiv                                                                   | Ort (Sitz des Archivs)                          | Archivtyp (nach Archivsparten)                       | ISIL-Nummer (ja/nein) | Adresse (Geokoordinate)         | Umfang (in Büchern) | Bestände (Auswahl) |
| ------------------------------------------------------------------------ | ----------------------------------------------- | ---------------------------------------------------- | --------------------- | ------------------------------- | ------------------- | --- |
| Marktarchiv Abtswind                                                     | Wiesentheid                                     | Kommunalarchiv                                       | ja                    | Balthasar-Neumann-Straße 14 (⊙) | über 1.000 Bücher   | 213 Urkunden (ab 1454), 74 Amtsbücher, 1197 Rechnungen und Akten, weitere Sammlungen |
| Fürstlich Castell’sches Archiv                                           | Castell                                         | Herrschafts-, Haus- und Familienarchiv (Adelsarchiv) | nein                  | Rathausplatz 1 (⊙)              |                     | ca. 7800 Urkunden (ab 1224), Amtsbücher, Hausarchiv, Kanzleiarchiv, Wirtschaftsarchiv, Fotobestände |
| Gemeindearchiv Castell                                                   | Wiesentheid                                     | Kommunalarchiv                                       | nein                  | Balthasar-Neumann-Straße 14 (⊙) |                     | 323 Urkunden (ab 1784), 69 Amtsbücher, 1125 Rechnungen und Akten weitere Sammlungen (darunter die ehemaligen Gemeindearchive von Greuth und Wüstenfelden) |
| Stadtarchiv Dettelbach                                                   | Dettelbach                                      | Kommunalarchiv                                       | nein                  | Luitpold-Baumann-Straße 1 (⊙)   |                     | 69 Urkunden (ab 1484), Amtsbücher, Rechnungen und Akten weitere Sammlungen (darunter die ehemaligen Gemeindearchive von Bibergau, Brück, Effeldorf, Euerfeld, Mainsondheim, Neuses am Berg, Neusetz, Schernau und Schnepfenbach) |
| Stadtarchiv Iphofen                                                      | Iphofen                                         | Kommunalarchiv                                       | nein                  | Marktplatz 26 (⊙)               |                     | 346 Urkunden (ab 1323), Amtsbücher, Rechnungen und Akten |
| Stadtarchiv Kitzingen                                                    | Kitzingen                                       | Kommunalarchiv                                       | ja                    | Landwehrstraße 23 (⊙)           | bis 1.000 Bücher    | ca. 500 Urkunden (ab 1352), Amtsbücher, Rechnungen und Akten, Fotobestände (u. a. Pressearchiv der Main-Post) weitere Sammlungen (darunter die ehemaligen Gemeindearchive von Hohenfeld, Hoheim, Sickershausen und Repperndorf) |
| Redaktionsarchiv Die Kitzinger                                           | Kitzingen                                       | Medienarchiv                                         | nein                  | Landwehrstraße 23 (⊙)           |                     | Ältere Bestände der Zeitung |
| Stadtarchiv Mainbernheim                                                 | Mainbernheim                                    | Kommunalarchiv                                       | nein                  | Rathausplatz 1 (⊙)              |                     | 28 Urkunden (ab 1399), Amtsbücher, Rechnungen und Akten weitere Sammlungen (u. a. Karten, Pläne, Verordnungsblätter) |
| Schlossarchiv Mainsondheim, Freiherren von Mauchenheim gen. Bechtolsheim | Dettelbach-Mainsondheim                         | Herrschafts-, Haus- und Familienarchiv (Adelsarchiv) | nein                  | Schlossweg 1 (⊙)                |                     | Urkunden (ab Spätmittelalter), Unterlagen (Herrschaft Bibergau, Mainsondheim, Familie), Familienkorrespondenz |
| Stadtarchiv Marktbreit                                                   | Marktbreit                                      | Kommunalarchiv                                       | ja                    | Marktstraße 4 (⊙)               | bis 1.000 Bücher    | Urkunden, Amtsbücher, Rechnungen und Akten, Weitere Sammlungen (u. a. Verordnungsblätter, Regionalzeitungen) |
| Schlossarchiv Einersheim, Grafen von Rechteren-Limpurg                   | Würzburg, Aufbewahrung im Staatsarchiv Würzburg | Herrschafts-, Haus- und Familienarchiv (Adelsarchiv) | nein                  | Residenzplatz (⊙)               |                     | |
| Stadtarchiv Marktsteft                                                   | Marktsteft                                      | Kommunalarchiv                                       | nein                  | Hauptstraße 27 (⊙)              |                     | 11 Urkunden (ab 1891), Amtsbücher, Rechnungen und Akten weitere Sammlungen (u. a. Jahresberichte der Handwerkskammer) |
| Gemeindearchiv Michelfeld                                                | Marktsteft                                      | Kommunalarchiv                                       | nein                  | Hauptstraße 27(⊙)               |                     | 6 Urkunden (ab 1888), Amtsbücher, Rechnungen und Akten |
| Archiv der Benediktinerabtei Münsterschwarzach                           | Schwarzach am Main-Münsterschwarzach            | Kirchenarchiv                                        | nein                  | Schweinfurter Straße 40 (⊙)     |                     | 326 Urkunden (36 Mittelalterliche Pergamenturkunden), Bände (u. a. die Chroniken der Abtei), Akten, Sammlungen, Nachlässe (u. a. Domarus, Hallinger, Kaspar, Scherg, Wolff), Fotobestände, weitere Bestände (darunter die Gemeindearchive der ehemaligen Klosterdörfer Dimbach, Düllstadt, Gerlachshausen, Großlangheim, Hörblach, Münsterschwarzach, Nordheim am Main, Schwarzenau, Stadelschwarzach, Stadtschwarzach) |
| Gemeindearchiv Rüdenhausen                                               | Wiesentheid                                     | Kommunalarchiv                                       | nein                  | Balthasar-Neumann-Straße 14 (⊙) |                     | 244 Urkunden (ab 1546), 45 Amtsbücher, 1004 Rechnungen und Akten, mehrere Deposita |
| Gemeindearchiv Segnitz                                                   | Marktbreit                                      | Kommunalarchiv                                       | nein                  | Marktstraße 4 (⊙)               |                     | 89 Urkunden (ab 1458), Amtsbücher, Rechnungen und Akten, Fotobestände (vor allem zur Segnitzer Ortsgeschichte) |
| Stadtarchiv Volkach in der Kartause Astheim                              | Volkach-Astheim                                 | Kommunalarchiv                                       | ja                    | Kirchstraße 24 (⊙)              | bis 1.000 Bücher    | Urkunden (ab 1429), Amtsbücher, Rechnungen und Akten, Fotobestände, weitere Bestände (darunter die ehemaligen Gemeindearchive der Ortsteile Astheim, Dimbach, Eichfeld, Escherndorf, Fahr, Gaibach, Köhler, Krautheim, Obervolkach und Rimbach) |
| Gemeindearchiv Wiesentheid                                               | Wiesentheid                                     | Kommunalarchiv                                       | nein                  | Balthasar-Neumann-Straße 14 (⊙) |                     | 1382 Urkunden (ab 1682), 61 Amtsbücher, 767 Rechnungen und Akten, weitere Bestände (darunter die ehemaligen Gemeindearchive der Ortsteile Feuerbach, Geesdorf, Reupelsdorf und Untersambach) |
| Schlossarchiv Wiesentheid mit Pommersfelden, Grafen von Schönborn        | Würzburg, Aufbewahrung im Staatsarchiv Würzburg | Herrschafts-, Haus- und Familienarchiv (Adelsarchiv) | nein                  | Residenzplatz (⊙)               |                     | |

## Liste der Bibliotheken
Im Landkreis Kitzingen existieren fast ausschließlich öffentliche Bibliotheken, die von den Gemeinden unterhalten werden. Naturgemäß fördern insbesondere die größeren Orte ihre Bibliotheken. Besonders modern präsentiert sich die Stadtbibliothek Dettelbach, die in einem zentralen Kulturzentrum im Kern der Altstadt untergebracht wurde. Viele andere Bibliotheken kamen in historischen Baulichkeiten unter. Einzige wissenschaftliche Spezialbibliothek auf dem Gebiet des Landkreises ist die des Benediktinerklosters Münsterschwarzach, die auch den mit Abstand größten Bestand aufweist. Die Bibliothek des aufgelösten Franziskanerklosters in Dettelbach wurde 2020 verkauft und versteigert. 
| Bibliothek                                    | Ort (Sitz der Bibliothek)            | Bibliotheksart                      | ISIL-Nummer                                                  | Adresse (Geokoordinate)     | Umfang (in Büchern) | Bestände (Auswahl)                                                                  |
| --------------------------------------------- | ------------------------------------ | ----------------------------------- | ------------------------------------------------------------ | --------------------------- | ------------------- | ----------------------------------------------------------------------------------- |
| Stadtbibliothek & Mediathek im KuK.Dettelbach | Dettelbach                           | Öffentliche Bibliothek              | https://sigel.staatsbibliothek-berlin.de/suche/?isil=DE-1427 | Rathausplatz 6 (⊙)          | 10.001–30.000       |                                                                                     |
| Bibliothek des Klosters Dettelbach            | Dettelbach                           | Theologische Spezialbibliothek      | ohne                                                         | Wallfahrtsweg 18 (⊙)        | 10.001–30.000       | Bibliothek aufgelöst, Bestände versteigert                                          |
| Stadtbücherei im Luitpoldbau                  | Kitzingen                            | Öffentliche Bibliothek              | https://sigel.staatsbibliothek-berlin.de/suche/?isil=DE-870  | Hindenburgring Süd 3 (⊙)    | 10.001–30.000       |                                                                                     |
| Bibliothek im Frankenstudio                   | Kitzingen-Sickershausen              | Öffentliche Bibliothek              | ohne                                                         | Kirchplatz 9 (⊙)            | 2.000–3.000         | Franconia, Geschichte des fränkischen Weinbaus, Heraldik, Volkskunst, Denkmalpflege |
| Stadtbücherei Marktbreit                      | Marktbreit                           | Öffentliche Bibliothek              | https://sigel.staatsbibliothek-berlin.de/suche/?isil=DE-1661 | Schlossplatz 3 (⊙)          | 5.001–10.000        |                                                                                     |
| Bibliothek der Abtei Münsterschwarzach        | Schwarzach am Main-Münsterschwarzach | Wissenschaftliche Spezialbibliothek | https://sigel.staatsbibliothek-berlin.de/suche/?isil=DE-Mst1 | Schweinfurter Straße 40 (⊙) | 100.001–300.000     | Sammelschwerpunkte: Franken, Schwarzach am Main, Liturgica, Missiologica, Monastica |
| Stadtbibliothek Volkach                       | Volkach                              | Öffentliche Bibliothek              | https://sigel.staatsbibliothek-berlin.de/suche/?isil=DE-2463 | Schelfengasse 1 (⊙)         | 10.001–30.000       |                                                                                     |
| Carl-Stumpf-Bibliothek Wiesentheid            | Wiesentheid                          | Öffentliche Bibliothek              | https://sigel.staatsbibliothek-berlin.de/suche/?isil=DE-1916 | Schloßplatz 2 (⊙)           | 5.001–10.000        |                                                                                     |